# Corselet
 (décembre 2014).
Améliorez-le ou discutez des points à vérifier. 
 (novembre 2015).
Pour les articles homonymes, voir Corselet (homonymie).

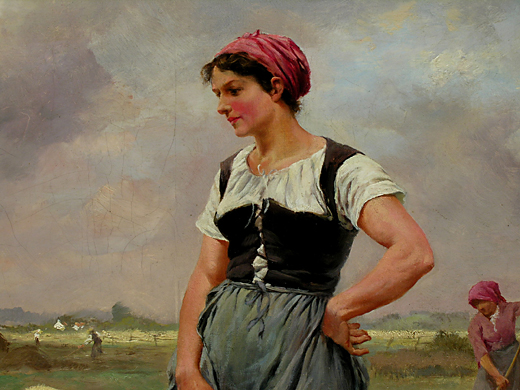
Corselet de paysanne du XIXe siècle.

Un corselet est un vêtement féminin de dessus, couvrant le buste, une partie du dos et des épaules, et descendant jusqu'aux hanches. Il est lacé par devant. Ce vêtement au décolleté profond est souvent dépourvu de manches ou bien possède des manches amovibles. Il était porté en lieu et place d'un corset ou en plus de ce dernier.
Le mot corselet signifiait à l'origine « petit corset ». Le corselet (de même que le corset) sont des évolutions du corps à baleines, vêtement féminin de dessus qui était porté en Europe, du XVIe jusqu'au XVIIIe siècle. Le corps était un vêtement rigide composé de deux pans lacés ensemble, et qui, pour obtenir la forme souhaitée et afin de supporter le buste, était souvent rigidifié par des baleines fabriquées à partir des fanons de cétacés ou même d'osier pour les vêtements les moins coûteux.
Le corselet diffère du corset sur trois points :
- Le corset est un vêtement de dessous alors que le corselet se porte sur le corsage ou la chemise.
- Le corset est rigidifié, alors que le corselet est plus souple.
- Le corselet diffère enfin du corset par son laçage : le corset se lace derrière le dos, nécessitant souvent une aide extérieure et son laçage est continu en spirale. Le corselet, au contraire se lace par devant et son laçage est symétrique, par des œillets placés face à face, comme une chaussure de tennis moderne. Ce procédé permettait aux femmes de s'habiller seules plus aisément.

Porté jusqu'au début du XXe siècle, le corselet survit aujourd'hui dans les costumes traditionnels ou folkloriques de nombreux pays d'Europe (par exemple, la dirndl autrichienne et bavaroise, la robe d'Aboyne portée par les danseuses des Highlands d’Écosse ou le costume provençal comtadin).